# Monstres et Cie : Au travail
 (janvier 2021).
Monstres et Cie : Au travail (Monsters at Work) ou Monstres Inc. : Au travail au Québec est une série télévisée d'animation américaine développée par Bobs Gannaway.
Il s'agit d'une série dérivée. Les premiers épisodes, ainsi que la première partie de l'épisode 10, se passent après les événements du film Monstres et Cie (2001). La fin de l'épisode 10, quant à elle, se déroule pendant l'événement final du film. On retrouve en effet les mêmes décors et dialogues, du point de vue des nouveaux personnages de la série cette fois.
La série prend en effet place entre le moment où Bob et Sully quittent l'usine avant de comprendre le potentiel du rire, et entre la scène suivante dans laquelle Bob fait rire son premier enfant. Il s'agit de la deuxième série télévisée de l’univers Pixar après Les Aventures de Buzz l'Éclair; à noter que le studio d’animation n’est pas impliqué dans la réalisation de ce projet.
La série est diffusée sur le service de streaming Disney+ à partir du 7 juillet 2021.

## Synopsis
Après les événements de Monstres et Cie, la ville de Monstropolis est maintenant alimentée en électricité par le rire. Tylor Tuskmon, un jeune mécanicien de l'équipe des installations, rêve de travailler aux côtés de ses idoles Bob Razowski et Jacques "Sully" Sullivan.
Malheureusement pour lui, l'usine n'engage plus de terreurs, et le voilà affecté à la maintenance... Va-il pouvoir se reconvertir en blagueur et réaliser son rêve ? Où va t-il être obligé de travailler toute sa vie avec ses étranges collègues de la MIFT ? À moins qu'une nouvelle amitié naisse... Et que l'usine ne soit pas fermée de force !

## Distribution

### Voix originales
- Ben Feldman : Tylor Tuskmon
- Henry Winkler : Fritz
- Mindy Kaling : Val Little
- Alanna Ubach : Cutter
- Lucas Neff : Duncan
- John Goodman : James P. « Sulley » Sullivan, PDG de Monsters, Incorporated
- Billy Crystal : Mike Wazowski
- Jennifer Tilly : Celia Mae
- Bob Peterson : Roz et sa sœur Roze
- Bonnie Hunt : Ms. Flint
- Christopher Swindle : Phlegm et Fungus
- Stephen Stanton : Smitty et Needleman
- Alfred Molina : Professor Knight (épisode 1)
- Curtis Armstrong : Mr. Crummyham

### Voix françaises
Version française : 
- Société de doublage : Dubbing Brothers
- Direction artistique : Hervé Rey
- Adaptation des dialogues : Franck Hervé

### Voix québécoises
- Patrick Chouinard : James P. Sullivan
- Alain Zouvi : Mike Wazowski
- Éric Métayer : Mike Wazowski (chant)
- Linda Roy : Célia
- Maël Davan-Soulas : Tylor Tuskmon
- Kim Jalabert : Val Little
- Benoît Brière : Fritz
- Véronique Marchand : Cutter
- Nicholas Savard-L'Herbier : Duncan

Version québécoise :
- Société de doublage : Difuze Inc.
- Direction artistique : Sophie Deschaumes
- Adaptation des dialogues : Franck Hervé

## Épisodes

### Saison 1
La saison est diffusée depuis le 7 juillet 2021 sur Disney+
| №  | #  | Titre français                       | Titre original                    | Diffusion          | Code prod | Durée        |
| -- | -- | ------------------------------------ | --------------------------------- | ------------------ | --------- | ------------ |
| 1  | 1  | Bienvenue chez Monstres et Compagnie | Welcome to Monsters, Incorporated | 7 juillet 2021     | 101       | 24 - 28 min. |
| 2  | 2  | Voici la M.I.F.T                     | Meet Mift                         | 7 juillet 2021     | 102       | 24 - 28 min. |
| 3  | 3  | La chambre endommagée                | The Damaged Room                  | 14 juillet 2021    | 103       | 24 - 28 min. |
| 4  | 4  | La Dream Team Razowski               | The Big Wazowskis                 | 21 juillet 2021    | 104       | 24 - 28 min. |
| 5  | 5  | Le camouflage                        | The Cover Up                      | 28 juillet 2021    | 105       | 24 - 28 min. |
| 6  | 6  | Le distributeur                      | The Vending Machine               | 4 août 2021        | 106       | 24 - 28 min. |
| 7  | 7  | Adorable est de retour !             | Adorable Returns                  | 11 août 2021       | 107       | 24 - 28 min. |
| 8  | 8  | Mini Monstres                        | Little Monsters                   | 18 août 2021       | 108       | 24 - 28 min. |
| 9  | 9  | À un cheveu près                     | Bad Hair Day                      | 25 août 2021       | 109       | 24 - 28 min. |
| 10 | 10 | Le rire est notre avenir             | It's Laughter They're After       | 1er septembre 2021 | 110       | 24 - 28 min. |

Chaque épisode (sauf l’épisode 1 et 10) se termine par un épilogue intitulé « les cours d’humour de Bob »

### Saison 2
La saison 2 est en développement, puis la série est diffusée entre le 5 avril 2024 et le 4 mai 2024 sur Disney Channel, et enfin le 4 septembre 2024 sur Disney+.
| №  | #  | Titre français             | Titre original                    | Diffusion     | Diffusion        | Code prod | Durée        |
| №  | #  | Titre français             | Titre original                    | Télévision    | Streaming        | Code prod | Durée        |
| -- | -- | -------------------------- | --------------------------------- | ------------- | ---------------- | --------- | ------------ |
| 11 | 1  | Retour à l'université      | A Monstrous Homecoming            | 5 avril 2024  | 4 septembre 2024 | 201       | 24 - 28 min. |
| 12 | 2  | Une convention monstrueuse | The C.R.E.E.P. Show               | 5 avril 2024  | 4 septembre 2024 | 202       | 24 - 28 min. |
| 13 | 3  | Cartes sur table           | Setting the Table                 | 13 avril 2024 | 4 septembre 2024 | 203       | 24 - 28 min. |
| 14 | 4  | Entre deux portes          | Opening Doors                     | 13 avril 2024 | 4 septembre 2024 | 204       | 24 - 28 min. |
| 15 | 5  | Le vide-grenier            | It's Coming From Inside the House | 20 avril 2024 | 4 septembre 2024 | 205       | 24 - 28 min. |
| 16 | 6  | Que les meilleurs gagnent  | Field of Screams                  | 20 avril 2024 | 4 septembre 2024 | 206       | 24 - 28 min. |
| 17 | 7  | Des Monstres dans le noir  | Monsters in the Dark              | 27 avril 2024 | 4 septembre 2024 | 207       | 24 - 28 min. |
| 18 | 8  | Désastre en direct         | Lights! Camera! Chaos!            | 27 avril 2024 | 4 septembre 2024 | 208       | 24 - 28 min. |
| 19 | 9  | Descente aux enfers        | Descent into Fear                 | 4 mai 2024    | 4 septembre 2024 | 209       | 24 - 28 min. |
| 20 | 10 | Une panne monstre          | Powerless                         | 4 mai 2024    | 4 septembre 2024 | 210       | 24 - 28 min. |

## Production
En novembre 2017, le PDG de The Walt Disney Company, Bob Iger, a annoncé qu'une série se déroulant dans l'univers de Monstres et Cie était en cours de développement pour Disney+, ,. Plus de détails ont été donnés en avril 2019, notamment sa sortie en 2020. John Goodman et Billy Crystal ont été confirmés pour reprendre leurs rôles dans la série aux côtés de John Ratzenberger, Jennifer Tilly et Bob Peterson, ainsi que de nouveaux acteurs dont Ben Feldman, Kelly Marie Tran, Henry Winkler, Lucas Neff,Haley Tju, Alanna Ubach, Stephen Stanton et Aisha Tyler. La série est produite par Disney Television Animation et par Dwarf Animation en France.
En février 2020, Stephen J. Anderson annonce que la série sera diffusée au printemps 2021. Le 24 février 2021, le compte twitter de Disney+ USA annonce la sortie de Monsters at Work le 2 juillet 2021,.